# Olimpias
Olimpias (gr.: Ỏλυμπιάς, Olympiás), także Olimpia (ur. ok. 375, zm. 316 p.n.e.) – królowa Macedonii, regentka Epiru w latach 325-317 p.n.e., potem Macedonii od 317 p.n.e. do swej śmierci. Córka Neoptolemosa I, króla Epiru z dynastii Ajakidów, żona Filipa II, króla Macedonii, matka Aleksandra Macedońskiego i Kleopatry.

## Młodość
Ok. r. 360 p.n.e. Olimpias została wraz z Aleksandrem i Troas młodo osierocona z powodu śmierci ojca Neoptolemosa I. Opiekę nad nią i rodzeństwem objął Arrybas, król Epiru i stryj (młodszy brat ojca). Prawdopodobnie pierwotnie nazywała się Poliksena, jak podał Plutarch, pisarz grecki, w swej pracy pt. Moralia. Później, przed swym małżeństwem, zmieniła imię na Myrtale. Olimpias było jej trzecim imieniem, które przybrała gdy poślubiła Filipa II, króla Macedonii w r. 357 p.n.e. 
Ten po raz pierwszy spotkał się z nią na Samotrace, kiedy oboje brali udział w obrzędzie wtajemniczenia w misteria Kabirów.

## Małżeństwo z Filipem
Do mariażu między Olimpias a Filipem II doszło za sprawą stryja Arybbasa, który chciał w ten sposób uzyskać wzmocnienie swej pozycji politycznej. Olimpias była dla męża jego czwartą żoną. Ten bowiem, jako poligamista, posiadał trzy, a w następnych latach następne cztery. Plutarch poinformował (Aleksander 2), że Olimpias śnił się piorun w nocy przed zamknięciem w komnacie weselnej, który, wśród grzmotu i błysku ognia, uderzył w jej żywot, po czym rozdzielił się na ulatujące wokół płomienie. Zaś Filip po pewnym czasie śnił, że sam sygnetem swoim opieczętował żywot żony, przy czym zdawało mu się, że na sygnecie wyryty był obraz lwa. W lipcu r. 356 p.n.e. urodziła mężowi słynnego syna Aleksandra, potem córkę Kleopatrę.
Ta decyzja, dotycząca sojuszu z Macedonią, była dla króla Epiru początkiem kłopotów, bowiem Filip postanowił przejąć kontrolę nad jego krajem. Ok. r 350 p.n.e. Arybbas musiał uznać zależność od Macedonii. Filip zabrał na swój dwór brata żony Olimpias, Aleksandra. W r. 342 p.n.e. doszło do zmiany na tronie Epiru, kiedy to Arybbas został usunięty przez Macedończyka na rzecz dwudziestoletniego szwagra Aleksandra I.
Małżeństwo ich było bardzo burzliwe, bowiem wielożeństwo Filipa oraz zazdrosne usposobienie Olimpias prowadziło do stopniowego odsuwania się od siebie. Gdy zmarła królowa matka Eurydyka I (ok. r. 340 p.n.e.), Olimpias, jako matka następcy tronu zajęła przypuszczalnie miejsce teściowej. Otrzymała także, pomimo oziębienia małżeńskiego, honorowe przywileje jako przyszła królowa matka i jej posąg był jednym z pięciu wystawionych w olimpijskim Filippeion. W r. 337 p.n.e. doszło jednak do ostatecznego zerwania małżeństwa, gdy Filip postanowił poślubić Macedonkę, Kleopatrę, która była podopieczną Attalosa. Dał jej na ślubie tradycyjne imię rodowe, Eurydyka, co spowodowało podejrzenia, że zostałaby królową matką, gdyby urodziła syna. Doszło z tego powodu do wielkiego napięcia między Filipem, Olimpias i Aleksandrem. Olimpias będąc wściekła, zaatakowała go. Z tego powodu król postanowił się z nią rozwieść. Aleksander stanął po jej stronie. Olimpias postanowiła wyjechać z synem do Epiru, gdzie próbowała namówić swego brata Aleksandra I, by wypowiedział wojnę Filipowi II i Macedonii. Jednak były mąż był szybszy od niej, bowiem dał szwagrowi Kleopatrę, swą córkę z żony Olimpias, za żonę. W r. 336 p.n.e., podczas wielkiego październikowego święta w Ajgaj, doszło do ślubu między Kleopatrą, a jej wujem Aleksandrem I. Macedończyk zaprosił wielu wybitnych przedstawicieli państw greckich, arystokratów bałkańskich oraz ważnych rodaków. W czasie trwania ślubu Filip II Macedoński został zamordowany przez Pauzaniasza z Orestis. Jego następcą na tronie macedońskim został syn z małżeństwa z Olimpias, Aleksander Macedoński. Podejrzewano ją, iż uknuła spisek, który doprowadził do morderstwa króla. Chciała w ten sposób zachować wpływy i zapewnić sukcesję Aleksandrowi.

## Czasy panowania Aleksandra
W r. 334 p.n.e., kiedy Aleksander wyruszał do Azji, przekazał matce troskę i straż nad królestwem, czyli spełnianie funkcji króla podczas jego nieobecności. „Strażnik” (prostasia) cieszył się „najwyższym poważaniem u Macedończyków”. Osoba z tym urzędem miała obowiązek m.in. codziennego składania ofiar do bogów za bezpieczeństwo i pomyślność króla i państwa, przewodniczenia dworowi, zarządzania dobrami i mennicami królewskimi oraz podejmowania kroków dyplomatycznych. Reprezentowała wówczas Macedonię, przyjmując transporty zboża z Cyreny. Na czele wojska Aleksander postawił Antypatra, który współdziałał także w niektórych sprawach dyplomatycznych z Olimpias. Ta podczas kampanii syna na Wschodzie, regularnie z nim korespondowała i być może potwierdziła jego żądanie, gdy przebywał w Egipcie, że jego ojcem nie był Filip, ale bóg Zeus.
W r. 325 p.n.e. syn Aleksander Macedoński postanowił, że matka Olimpias ma przejąć rolę siostry Kleopatry w Epirze. Kleopatra zaś miała przybyć do Macedonii, by objąć po matce urząd „strażnika” (prostasia). Chciał w ten sposób uhonorować matkę, że w nagrodę za jej pośrednictwo w stosunkach z bogami ma otrzymać po śmierci kult boski. Olimpias, po przybyciu do Epiru, przejęła regencję nad nieletnim królem i wnukiem Neoptolemosem I. Potajemnie wezwała z wygnania Arybbasa, byłego króla Epiru. 

## Okres po śmierci Aleksandra
W r. 323 p.n.e., po śmierci syna Aleksandra III Wielkiego w Babilonie, Olimpias wykorzystując swą pozycję w Epirze, wdała się w intrygi. Poliperchon namówił ją, by stanęła po jego stronie w wojnie domowej przeciw Kassandrowi. Gdy koalicja państw greckich rozpoczęła wojnę lamijską (323-322 p.n.e.) Olimpias namówiła stryja Arybbasa do przyłączenia się do nich przeciw Antypatrowi. Molossowie wnet jednak przeszli na stronę przeciwnika. Olimpias obawiając się kary ze strony Antypatra, zapewniła sobie pomoc córki Kleopatry, która przebywała w Pelli. Obie postanowiły zmienić decyzje z r. 323, osadzając swego kandydata na tronie macedońskim. Pierwszym ich kandydaten był Leonnatos, należący do rodu królewskiego, potem Perdikkasowi, także należącemu do rodu królewskiego. Zimą 322/321 p.n.e. przybyła z błogosławieństwem matki do Sardes, by w tajemnicy złożyć mu swą propozycję, ale bez rezultatu.
Gdy w r. 319 p.n.e. Antypater upadł na zdrowiu, wezwał syna Kassandra oraz ogłosił Polyperchonta „strażnikiem królów” (epimeletes), a syn jego zastępcą, po czym zaapelował żeby nie pozwolili kobiecie stanąć na czele państwa (chodziło mu o Olimpias). Latem tego roku, po jego śmierci, zgromadzenie Macedończyków obrało Poliperchonta na regenta. Kassander postanowił siłą zając jego miejsce. Doszło do wojny domowej w Europie. Poliperchon postanowił przekonać zgromadzenie, by przywołać z Epiru Olimpias i jako królową matkę mianować regentką Aleksandra IV. Ta nie przybyła, ponieważ obawiała się Kassandra i Eurydyki III. Jednak poparła Poliperchonta. Ten w czasie wyprawy na południe w r. 317 p.n.e., wysłał Aleksandra IV i Roksanę do niej, do Epiru. Olimpias, jako królowa matka, wydawała rozkazy w imieniu „domu i rodu Filipa oraz dzieci Aleksandra” oraz „w imieniu królów [Filipa III i Aleksandra IV] i swym własnym”. Dowódcy przebywający w Azji podporządkowali się jej rozkazom, a niektóre oddziały wojskowe tam przebywające złożyły jej przysięgę wierności. Jednak doszło do kryzysu w łonie dynastii, ponieważ król Filip III Arridajos z żoną przeszedł na stronę Kassandra.
Eurydyka III, wykorzystując popularność u części weteranów i pomoc zwolenników Kassandra, dokonała zamachu stanu. Wezwała Kassandra, by przyłączył się do niej, po czym kazała w imieniu męża rozwiązać armie Poliperchontowi i Antygonowi oraz oddać wojsko Kassandrowi, któremu król Filip III przekazał administrację państwa. Z tego powodu Olimpias została zmuszona natychmiast zareagować. Po zabraniu Aleksandra IV, wojska Poliperchonta oraz gwardii Molossów, przybyła do granicy macedońskiej zwanym Euja, gdzie stawiła czoło wrogom. Macedończycy uciekli, pozostawiając Eurydykę i Filipa III Arridajosa. Olimpias kazała ich uwięzić, po czym kazała zasztyletować króla, a Eurydyce popełnić samobójstwo. Następnie wybrała sto osób uważanych za zwolenników Kassandra i kazała ich stracić, zapewne po procesie przed zgromadzeniem. Postanowiła także zniszczyć grób Jollasa, brata Kassandra, jako podejrzanego o podanie trucizny Aleksandrowi. 
W r. 317 p.n.e. Kassander postanowił zaatakować Olimpias w Pydnie, po czym zmusił ją do kapitulacji. Po daniu jej gwarancji zachowania życia, postanowił jednak zmienić decyzję. Oskarżył ją przed sądem o zorganizowanie mordu na Filipie III, Kleopatrze i jej dziecku. Był on prawdopodobnie oskarżycielem, bowiem był opiekunem (epimeletes) Aleksandra IV. Sprawa odbywała się przed zgromadzeniem Macedończyków bez jej udziału. W r. 316 p.n.e. wydano na niej zaocznie wyrok śmierci. Gdy otrzymała wyrok zażądała procesu „przed wszystkimi Macedończykami”. Kassander, obawiając się spełnienia tego żądania, wysłał wówczas dwustu żołnierzy, celem zgładzenia Olimpias. Żaden z nich nie miał odwagi tego uczynić. Wówczas Kassander namówił do dokonania zabójstwa na niej krewnych tych, których kazała stracić. Po pewnym czasie stronnicy Olimpias zorganizowali w okolicach Pydny pogrzeb oraz wznieśli nad jej zwłokami wysoki tumulus.

## Olimpias we współczesności
- Karol Bunsch jej imieniem zatytułował powieść historyczną Olimpias – pierwszą część trylogii o Aleksandrze Wielkim.
- Angelina Jolie, aktorka amerykańska, grała królową Olimpias w filmie Olivera Stone’a Aleksander (2004 r.); Colin Farrell grał rolę Aleksandra Wielkiego, a Val Kilmer Filipa II.